# Trakošćan
Trakošćan – wieś w Chorwacji, w żupanii varażdińskiej, w gminie Bednja. W 2011 roku liczyła 18 mieszkańców.

## Zabytki
- Zamek Trakošćan